# Megaclite
Megaclite /me.ga'kli.te/, cunoscut și sub numele de Jupiter XIX, este un satelit natural al lui Jupiter. A fost descoperit de o echipă de astronomi de la Universitatea din Hawaii condusă de Scott S. Sheppard⁠(d) în 2000 și a primit denumirea temporară S/2000 J 8.   
Megaclite are un diametru de aproximativ 6 kilometri și orbitează în jurul lui Jupiter la o distanță medie de 24.687.000 de kilometri în 747,09 zile, la o înclinație de 150° față de ecliptică (148° față de ecuatorul lui Jupiter), într-o direcție retrogradă și cu o excentricitate de 0,308.
A fost numit în octombrie 2002 după Megaclite, mama Tebei și a lui Locrus cu Zeus (Jupiter) în mitologia greacă.  
Aparține grupului Pasiphae, sateliți retrograzi neregulați care orbitează în jurul lui Jupiter la distanțe cuprinse între 22,8 și 24,7 Gm și cu înclinații cuprinse între 144,5° și 158,3°. Cu toate acestea, în timp ce Pasiphae are o culoare gri (B−V=0,74, V−R=0,38, V−I=0,74), Megaclite este roșu deschis (B−V=0,94, V−R=0,41, V−I=1,05) și este asemănător cu Callirrhoe.